# Acilius duvergeri
Acilius duvergeri es una especie de coleópteros adéfagos de agua dulce de la familia Dytiscidae. Se encuentran en Argelia, Italia, Marruecos, Portugal y España.